# Begonia sutherlandii
Begonia sutherlandii es una especie de planta perenne perteneciente a la familia Begoniaceae.

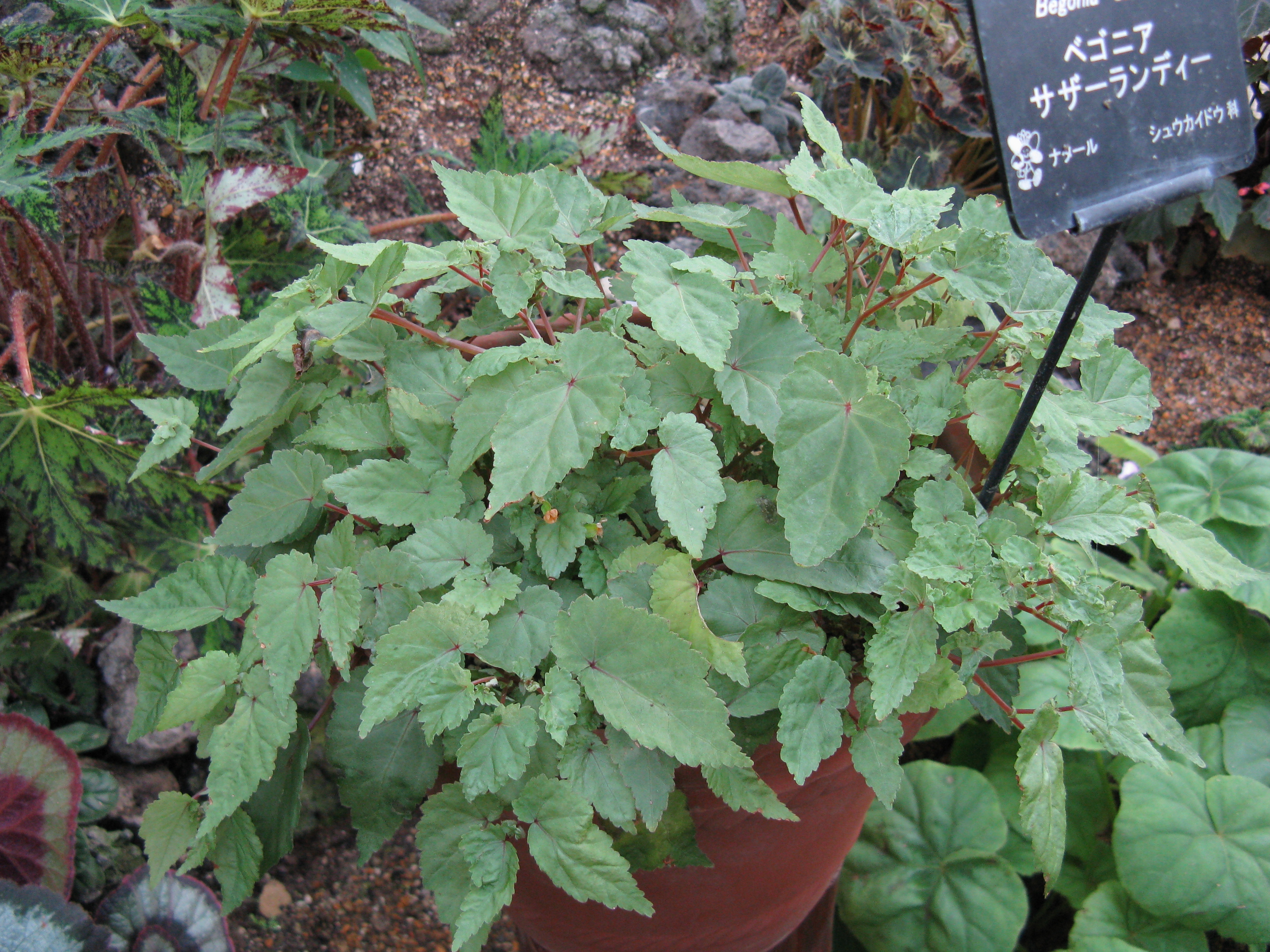
Detalle de las hojas

## Descripción
Es una planta tuberosa perennifolia que crece hasta los 0,5 metros de altura con tallos carnosos de color rosa de 10 a 80 centímetros de largo. Las hojas son de color verde oscuro y frecuentemente veteadas de rojo y cubiertas de pelos cortos en la parte inferior. Son de forma asimétrica y el margen es dentado. Las flores son colgantes, producidas en panículas durante todo el verano, miden 20-26 mm de diámetro, y son generalmente de color naranja o rojo anaranjado con anteras amarillas.

## Distribución y hábitat
La planta es nativa de la sierra sur de Tanzania y se encuentra a menudo sobre las rocas húmedas en situaciones de sombra o entre los árboles. También está presente en la República Democrática del Congo y Sudáfrica.

## Cultivo
B. sutherlandii puede ser cultivada al aire libre en zonas libres de heladas. Ha ganado el premio de la Real Sociedad de Horticultura al Mérito Garden.

## Usos
Los tallos y las hojas rojas se comen en Umalila Tanzania. Una infusión de las hojas y el tallo de la planta se utiliza medicinalmente por los zulúes en Sudáfrica para tratar la acidez estomacal y los vómitos de sangre.

## Taxonomía
Begonia sutherlandii fue descrita por Joseph Dalton Hooker y publicado en Botanical Magazine 94, pl. 5689. 1868.
sinonimia
- Begonia buttonii Irmsch.
- Begonia dissecta Irmsch.
- Begonia flava Marais
- Begonia gueinziana (A.DC.) Irmsch.
- Begonia suffruticosa var. gueinziana A.DC.[4]

Híbridos
- Begonia × ornata Clarke